# Periodo (fisica)
Il periodo è una grandezza fisica relativa alle onde, definita come l'intervallo temporale corrispondente alla lunghezza d'onda. Si indica generalmente con T e si misura nel sistema internazionale in secondi (s).
Rappresenta il tempo in cui l'onda compie un'oscillazione completa e torna alla condizione iniziale. Si può sfruttare la definizione di velocità per legare lunghezza d'onda e periodo alla velocità di propagazione dell'onda:
{\displaystyle T={\frac {\lambda }{v}}}.
Il periodo è la grandezza inversa della frequenza:
{\displaystyle T={\frac {1}{f}}}.
quindi in base alla definizione di frequenza, si può definire la pulsazione:
{\displaystyle \omega ={\frac {2\pi }{T}}}

## Esempi

- Nel moto armonico del pendolo matematico equivale alla radice quadrata del rapporto fra la lunghezza del pendolo e l'accelerazione di gravità:

{\displaystyle T=2\pi {\sqrt[{}]{\frac {l}{g}}}}
- Nel moto armonico di un corpo elastico ideale equivale alla radice quadrata del rapporto fra la massa inerziale del corpo e la sua costante elastica:

{\displaystyle T=2\pi {\sqrt[{}]{\frac {m}{k}}}}